# Chaloupkaea
Chaloupkaea — род суккулентных растений семейства Толстянковые.

## Распространение
Родной ареал: Ирак, Закавказье и Турция.

## Таксономия
Chaloupkaea Niederle, Skalničkářův rok 73: 16 (2016). 

## Виды
Подтвержденные виды по данным сайта POWO на 2022 год:
- Chaloupkaea aizoon (Fenzl) Niederle
- Chaloupkaea bonorum-hominum (Niederle) Niederle
- Chaloupkaea chrysantha (Boiss. & Heldr.) Niederle
- Chaloupkaea gigantea (Eggli) Niederle
- Chaloupkaea muratdaghensis (Kit Tan) Niederle
- Chaloupkaea pisidica (Niederle) Niederle
- Chaloupkaea rechingeri (C.-A.Jansson) Niederle
- Chaloupkaea serpentinica (Werderm.) Niederle